# Copa Rio Branco 1950
Copa Rio Branco 1950 – turniej towarzyski o puchar Rio Branco odbył się po raz siódmy w 1950 roku. W spotkaniu uczestniczyły zespoły: Brazylii i Urugwaju.

## Mecze
| 6 maja São Paulo |  | Brazylia | 3 | - | 4 | Urugwaj |

| 14 maja Rio de Janeiro |  | Brazylia | 3 | - | 2 | Urugwaj |

| 18 maja Rio de Janeiro |  | Brazylia | 1 | - | 0 | Urugwaj |

## Końcowa tabela
| M | Reprezentacja | L.m. | Zw. | Rem. | Por. | Bramki | R.br. | Pkt |
| 1 | Brazylia      | 3    | 2   | 0    | 1    | 7:6    | +1    | 4   |
| 2 | Urugwaj       | 3    | 1   | 0    | 2    | 6:7    | -1    | 2   |

Triumfatorem turnieju Copa Rio Branco 1950 został zespół Brazylii.
Poprzednim turniejem tej serii był Copa Rio Branco 1948, a następnym Copa Rio Branco 1967.